# Sebastián Hofmann
Sebastián Hofmann (n. 1981, Tauro, Ciutat de Mèxic, Mèxic) és un director, guionista, fotògraf i editor de cinema mexicà. Els seus projectes s'han presentant en els festivals de Sundance, Rotterdam, Locarno, Fantastic Fest entre d'altres, obtenint prestigiosos reconeixements com a Millor Nou Director en el Festival de Cinema de Múnic, el premi Noves Visions, al festival de Cinema Fantàstic de Sitges, millor pel·lícula en el London East End Film Festival i millor guió en Sundance. És fill del guionista i director de fotografia Henner Hofmann. El seu treball com a artista visual ha estat presentat internacionalment en galeries i museus a Nova York, Sídney, Rio de Janeiro, Atenes, Berlín, Santiago de Xile, Pasadena, Mèxic D.F. i Praga.

## Carrera
Es va diplomar a l'Art Center college of Design a Pasadena, Califòrnia. Va cursar una classe mestra de guió cinematogràfica en 2006 amb el director Todd Solondz. En 2010 filma el curtmetratge Jaime Tapones el tema central del qual inspira la seva opera prima Halley.
En el 2011, Sebastián co-va fundar juntament amb el productor Julio Chavezmontes l'estudi PIANO, una casa productora de cinema alternatiu i distribuïdora de cinema d'autor a Ciutat de Mèxic. Piano va produir la pel·lícula Tenemos la carne (2015) d’Emiliano Rocha Minter, Opus Zero (2017) protagonizatda per Willem Dafoe, Land (2018) dirigida per Babak Jalali, La daga en el corazón (2018) dirigida per Yann González, protagonitzada per Vanessa Paradis i Noé Hernandéz. que es va estrenar en la competència oficial al festival de Cannes 2018 on va competir per la Palma d'Or i recentment en coproducció amb Rei Cinema de l'Argentina, Acusada de Gonzalo Tobal amb Gael García Bernal i Lali Esposito.
Halley, el primer llargmetratge escrit i dirigit per Sebastián, va ser produït per la productora Mantarraya, responsable de les pel·lícules d'autors com Carlos Reygadas i Amat Escalante. Halley es va estrenar al festival de Cinema de Sundance, va competir pel Tiger Award ael Festival de Rotterdam, i va ser seleccionat en més de 70 festivals internacionals, en els quals va guanyar un total de 15 premis. A Mèxic, Halley va tenir una reeixida correguda comercial, obtenint 5 nominacions a l'Ariel de plata en el 2014, incloent millor Opera Prima. Posteriorment, els drets de transmissió de la pel·lícula van ser adquirits el canal de cable AMC/Sundance, que la va transmetre en més de 40 països.
Tiempo compartido va ser protagonitzada per Luis Gerardo Méndez, Miguel Rodarte, Cassandra Ciangherottti i R.J. Mitte de la popular sèrie Breaking Bad. El llargmetratge es va estrenar en el Festival de Sundance 2018, on va obtenir el premi a millor guió dins de la competència internacional. Posteriorment, la pel·lícula va ser nominada a diversos Premi Ariel de plata per l'Acadèmia Mexicana d'Arts i Ciències Cinematogràfiques, incloent millor pel·lícula i millor guió original. Ha estat distribuïda online per Netflix.
Com cinefotògraf, Sebastián es va encarregar de la direcció de fotografia dels reconeguts documentals Canícula (2012), guanyadora del Premi Fipresci al Thesaloniki Film Festival, Eco de la montaña (2015) dirigida per Nicolás Echavarría, i recentment Los ojos del mar (2017) guanyadora del premi del jurat durant el festival Visions Du Réel a Suïssa.
Hofmann és el creador i protagonista de Los Micro Burgesos Arxivat 2020-08-09 a Wayback Machine., una sèrie web independent de crítica social d'humor absurd i irreverent presentada al Festival Internacional de Cinema de Rotterdam de 2012.

## Filmografia
- Halley (2013)
- Tiempo compartido (2018)